# Baobab-Frucht

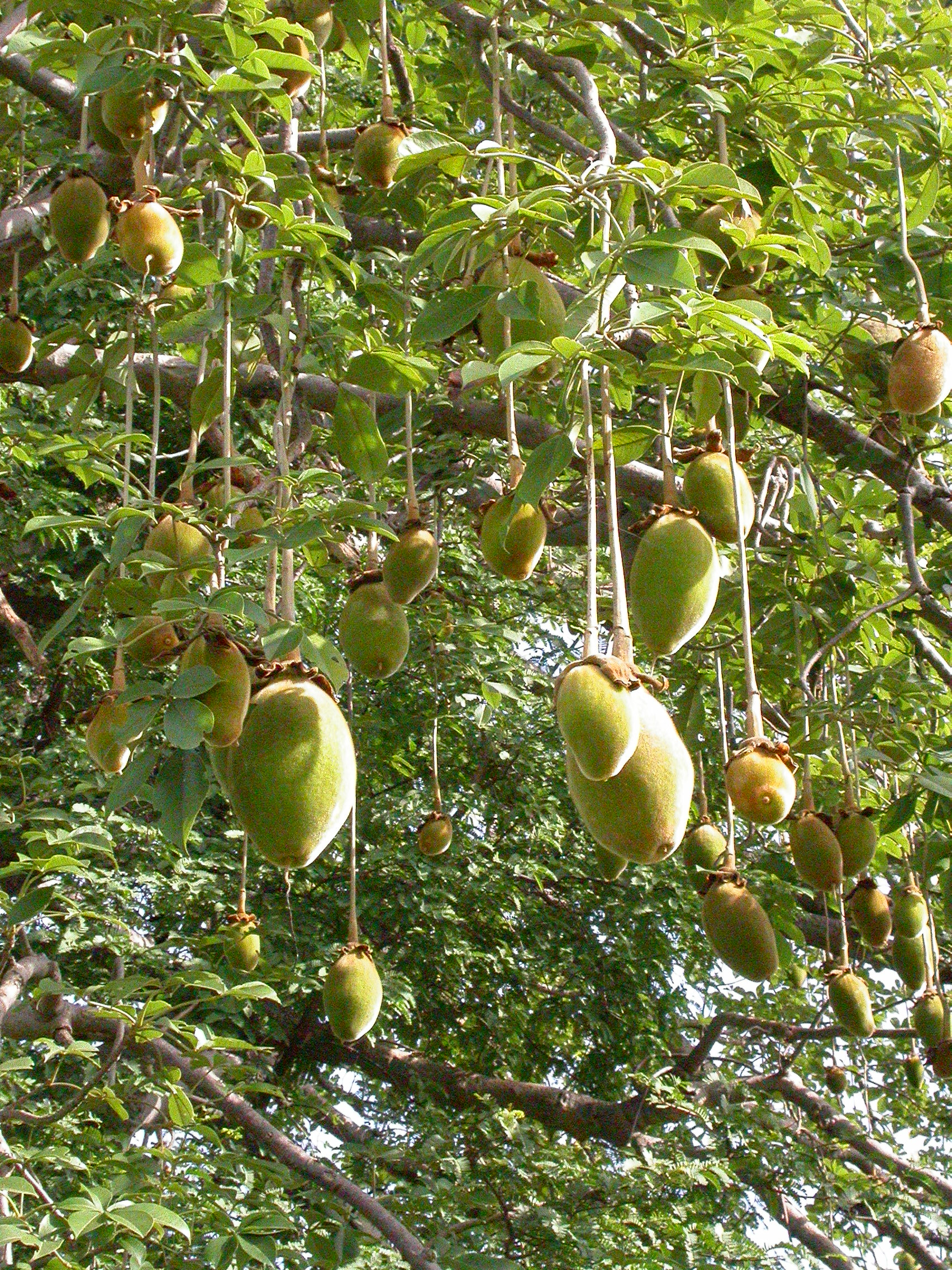
Früchte des afrikanischen Affenbrotbaums (Adansonia digitata)

Als Baobab-Frucht oder Affenbrotbaumfrucht wird die Frucht der Affenbrotbäume (Adansonia) bezeichnet. Die bekannteste Art der Gattung ist der Afrikanische Affenbrotbaum (Adansonia digitata). Dessen Früchte werden in Afrika seit langem in verschiedener Form verarbeitet und als Lebensmittel verwendet. Für große Teile der dortigen Bevölkerung decken die Früchte einen Großteil ihres täglichen Lebensmittelbedarfs ab. In Europa ist das getrocknete Fruchtfleisch seit einigen Jahren als Lebensmittel erhältlich, jedoch den meisten Konsumenten noch unbekannt. Da Adansonia digitata die meistverbreitete und somit als Lebensmittel relevanteste Art der Affenbrotbäume ist, wird in diesem Artikel hauptsächlich deren Frucht besprochen.

## Beschreibung

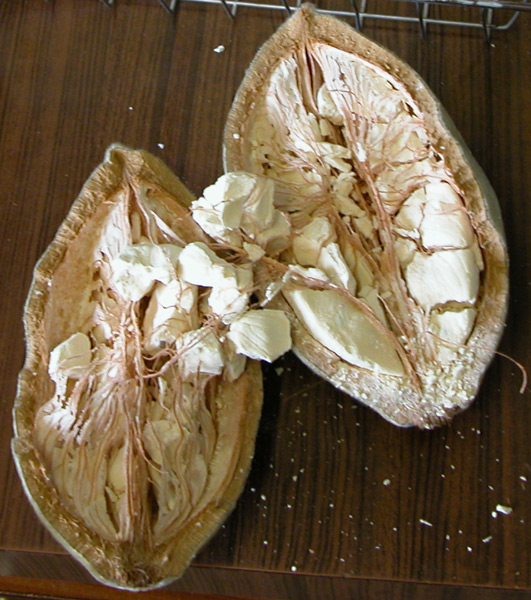
Offene Baobab-Frucht von Adansonia digitata

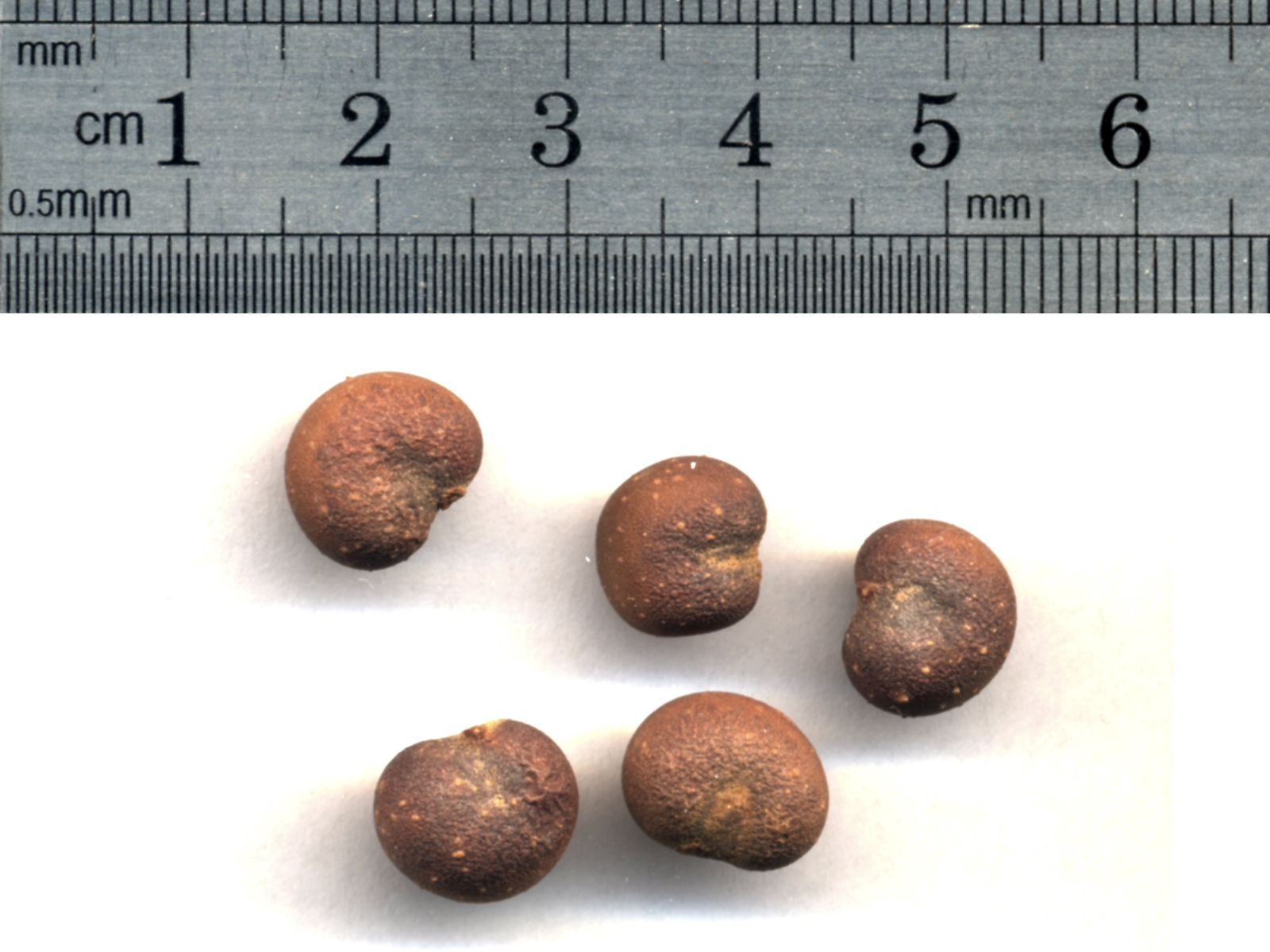
Samen von Adansonia digitata

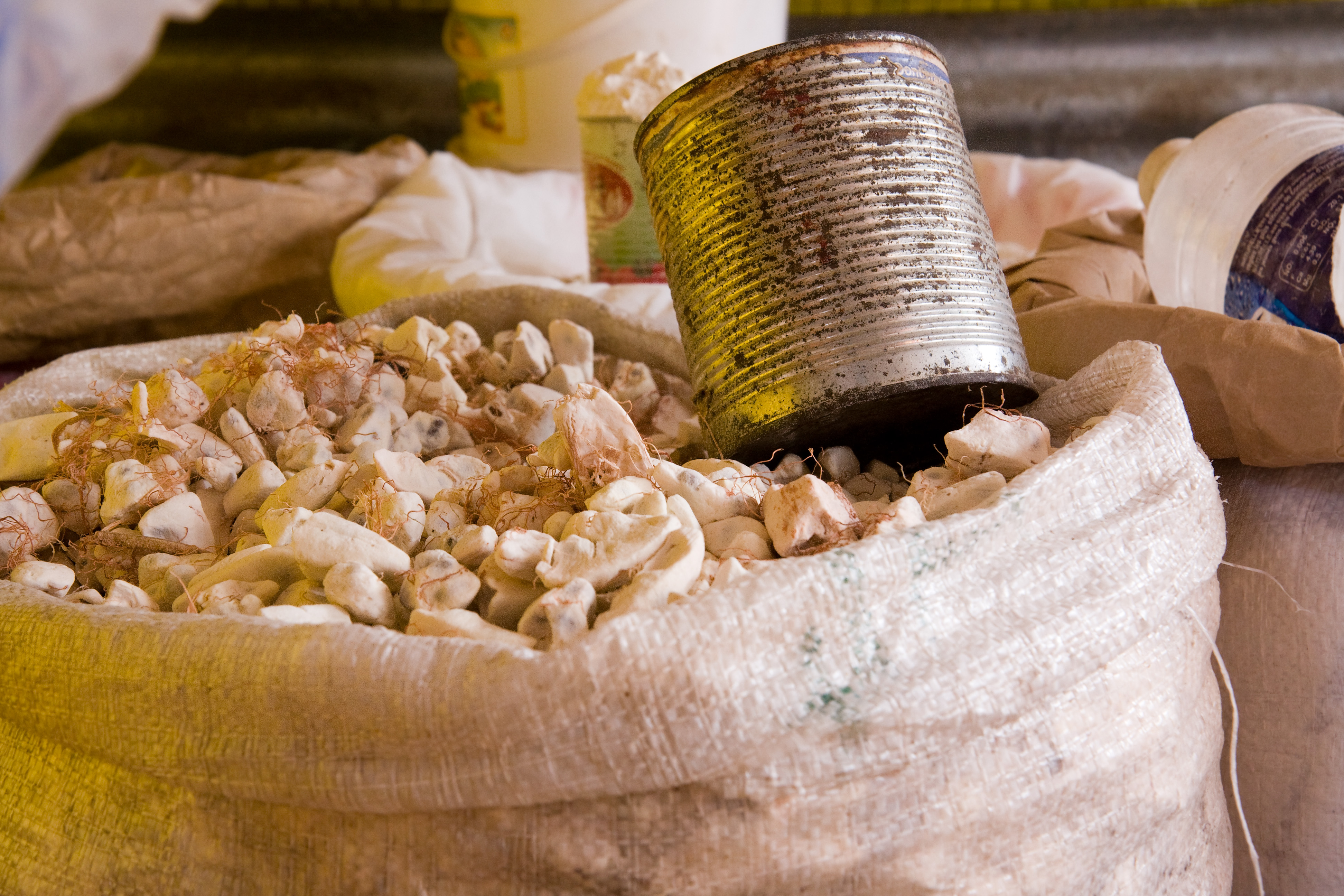
Das Fruchtfleisch der Baobab-Frucht auf einem Markt in Gambia

Der Name Baobab kommt aus dem Arabischen und leitet sich vom Ausdruck bu hibab ab. Übersetzt heißt das so viel wie „Frucht mit vielen Samen“. Eine einzelne Frucht kann zwischen 120 und 200 Samen enthalten, die ins Fruchtfleisch eingebettet und sehr fettreich sind. Die Form der Baobab-Frucht kann grob als eiförmig beschrieben werden. Sie hat eine filzige Oberfläche und je nach Art eine Länge von 10 bis 40 cm. Die Fruchtwand ist relativ hart, ähnlich wie bei Kokosnüssen, und weist eine bräunliche Färbung auf. Durch die Beschaffenheit der Schale ist die Frucht auf natürliche Weise gut konserviert. Das Fruchtfleisch ist hellbeige, recht fest und fällt, wenn es trocknet und aushärtet, auseinander. Optisch erinnert es an trockenes Brot. Der Geschmack ist aufgrund des hohen Vitamin-C-Gehalts säuerlich, ähnlich den Zitrusfrüchten. Er liegt zwischen Grapefruit, Birne und Vanille.
Die Samen weisen eine äußerst ausgeprägte Keimruhe auf, zu der unter anderem die harte Keimschale einen Beitrag leistet. Infolgedessen können sie oft jahrelang im Boden verweilen, ohne dass eine Keimung eintritt oder der Samen abstirbt. Um sie keimfähig zu machen, können sie mit kochendem Wasser übergossen und anschließend etwa einen Tag im Wasser stehen gelassen werden.

## Verwendung
Sowohl das Fruchtfleisch als auch die Samen der Baobab-Frucht werden in Afrika als Lebensmittel konsumiert. Dabei wird das Fruchtfleisch oft zur Herstellung von Fruchtsäften oder Süßigkeiten verwendet. Des Weiteren können aus dem Fruchtfleisch Soßen oder Brei hergestellt werden. Eine weitere Möglichkeit ist die Extraktion von Öl (Baobaböl), das in Afrika als Lebensmittel verwendet und in Europa in Form von Kosmetikprodukten vertrieben wird. Auch beim Backen wird Baobab-Fruchtfleisch häufig verwendet und dient hier oft als Substitut für Sahne.
Da sowohl die Früchte als auch die sonstigen Bestandteile des Affenbrotbaums in Afrika vielfältig im medizinischen Bereich eingesetzt werden, wird er auch Apothekerbaum genannt. Das Fruchtfleisch findet verschiedene Anwendungen. Es wird als fiebersenkendes Mittel, als Mittel gegen die Ruhr, gegen Pocken sowie gegen Masern eingesetzt. Sowohl in der Frucht als auch in den Samen befindet sich ein Gegengift gegen Strophanthus, eine in Afrika verbreitete Giftpflanze.
Weitere Verwendungsmöglichkeiten sind für die Samen dokumentiert. Diese können neben dem Verzehr als Lebensmittel zum Beispiel als Basis für Shampoo verwendet werden.

## Inhaltsstoffe
Die Fruchtfleischzusammensetzung weist einen hohen Vitamin-C-Gehalt auf, der mit ca. 250–300 mg auf 100 g deutlich höher ist als der von zum Beispiel Äpfeln, Orangen oder Preiselbeeren. Das Fruchtfleisch ist reich an Antioxidantien. Auch wurde ein hoher Calcium-, Eisen- und Ballaststoffanteil nachgewiesen. Dieser besteht zum größten Teil aus löslichem Pektin.

## Physiologische Wirkung
Der Konsum des Baobab-Fruchtfleisches hat möglicherweise eine positive Wirkung auf den Körper. So reduziert sich laut einer Studie der Blutzuckeranstieg nach einer Mahlzeit. Für diese Studie wurde 18,5 g bzw. 37 g eines kommerziellen Fruchtfleischextraktpulvers in Form eines 250-ml-Getränks zusammen mit Weißbrot konsumiert. Während die Blutzuckerantwort in den Baobab-Studienarmen niedriger ausfiel, blieb die Sättigung durch Baobab unverändert. Die klinische Relevanz dieser einzelnen Studie ist unklar.

## Arten
Adansonia digitata ist die einzige Art der Affenbrotbäume, die in weiten Teilen Afrikas verbreitet ist. Aufgrund des hohen Vorkommens ist sie auch die am besten dokumentierte Art und hat als Lebensmittel und als sonstiges Konsumgut die höchste Bedeutung. Bislang sind insgesamt sieben weitere Arten dokumentiert. Sechs davon wachsen ausschließlich in Madagaskar, die siebte, Adansonia gregorii (auch Adansonia gibbosa), ist in Australien heimisch. Die Früchte der einzelnen Arten variieren in Größe, Form und Farbe, wie in der unten stehenden Tabelle detailliert aufgeführt ist.
| Adansonia Art    | Frucht |
| ---------------- | --- |
| digitata         | gelblich-braun, länglich oval, 25–40 cm lang, harte, stabile Schale 5–15 mm                                                       |
| gibbosa/gregorii | schwarzbraun, kugelig bis eiförmig, fragile Schale 3–4 mm                                                                         |
| grandidieri      | rotbraun, fast rund bis leicht oval, dünne Schale                                                                                 |
| madagascariensis | braun, rundlich bis eiförmig nur ca. 10 cm groß, Schale 7–9 mm                                                                    |
| perrieri         | mit kurzen braunen Haaren besetzt, länglich oval, bis zu 25 cm lang, Schale 8–9 mm dick                                           |
| rubrostipa       | rotbraun, rund, 4–5 mm dicke Schale                                                                                               |
| suarezensis      | braun, länglich zylindrisch bis oval, größte Baobabfrucht mit 20 bis 40 cm Länge, Gewicht bis 450 g, fragile, 3–4 mm dicke Schale |
| za               | schwarz, oval, Größe zwischen 10 und 30 cm, dicke Schale                                                                          |

## Rechtliches
Wie alle exotischen Früchte musste die Baobab-Frucht in Europa zunächst den Zulassungsprozess als Novel Food durchlaufen. Dieser Prozess ist Vorschrift für alle Lebensmittel, die vor dem 15. Mai 1997 „innerhalb der EU nicht in nennenswertem Umfang zum Verzehr in den Handel gebracht wurden“. Offiziell in Europa von der Europäischen Behörde für Lebensmittelsicherheit (EFSA) als Lebensmittel zugelassen ist bislang nur das getrocknete Fruchtfleisch. Ganze Baobab-Früchte sind in Europa zwar ebenfalls bei einigen Anbietern erhältlich, werden aber aufgrund einer fehlenden Zulassung nicht als Lebensmittel, sondern als Dekorationsgegenstand deklariert. Momentan sind das getrocknete Fruchtfleisch sowie erste Getränke fast ausschließlich in Internetshops erhältlich. In den USA ist das getrocknete Fruchtfleisch der Baobab-Frucht von der United States Food and Drug Administration seit 2009 als sicheres Lebensmittel eingestuft.